# Caracota (Tomave)
Caracota ist eine Minensiedlung im Departamento Potosí im Hochland des südamerikanischen Andenstaates Bolivien.

## Lage im Nahraum
Caracota liegt in der Provinz Antonio Quijarro und ist zentraler Ort im Cantón Caracota im Municipio Tomave. Die Siedlung liegt auf einer Höhe von 3746 m im Quellbereich des Río Suca Suca, der flussabwärts über den Río Uru Mayu zum Río Torapalca fließt und zum Flusssystem des Río Pilcomayo gehört.

## Geographie
Caracota liegt auf dem Altiplano im zentralen Bolivien zwischen der Cordillera de Chichas im Südwesten und der Cordillera Central im Nordosten.
Die mittlere Durchschnittstemperatur der Region liegt bei etwa 11 °C (siehe Klimadiagramm Potosí), die monatlichen Durchschnittstemperaturen schwanken zwischen 8 °C im Juni/Juli und gut 13 °C von November bis März. Der Jahresniederschlag beträgt nur etwa 350 mm, bei einer ausgeprägten Trockenzeit von April bis Oktober mit Monatsniederschlägen zwischen 0 und 15 mm, und einer kurzen Feuchtezeit von Dezember bis Februar mit Monatsniederschlägen von gut 70 mm.

## Verkehrsnetz
Caracota liegt in einer Entfernung von 112 Straßenkilometern südwestlich von Potosí, der Hauptstadt des Departamentos.
Von Potosí aus führt die Nationalstraße Ruta 5 über die Städte Agua de Castilla, Chaquilla, Yura, Ticatica und Pulacayo nach Uyuni am Salzsee Salar de Uyuni. Bei Agua de Castilla zweigt eine Landstraße in südöstlicher Richtung von der Ruta 5 ab und erreicht nach vier Kilometern die Stadt Porco. Von Porco aus geht es dreizehn Kilometer in östlicher Richtung bis Topala, und von dort auf weiteren 49 Kilometer durch weitgehend unbesiedeltes Gebiet auf Höhen bis zu 4350 Metern in südlichen Richtungen bis zur Mine Caracota mit der zugehörigen Siedlung.

## Bevölkerung
Die Einwohnerzahl der Ortschaft ist in dem Jahrzehnt zwischen den beiden letzten Volkszählungen deutlich angestiegen:
| Jahr | Einwohner         | Quelle       |
| ---- | ----------------- | ------------ |
| 1992 | keine Detaildaten | Volkszählung |
| 2001 | 17                | Volkszählung |
| 2012 | 277               | Volkszählung |
| 2024 |                   | Volkszählung |

## Bergwerk
Das Wolfram-Bergwerk Caracota arbeitet im Untertagebau und geht zurück auf einen ersten Abbau aus dem Jahr 1913. Von einem einzelnen Bergbauschacht aus erstreckt sich ein Stollennetz von bis zu sechs Kilometer Länge, in dem das Erzgestein im Firstenbau gewonnen wird. Zu den Abbauprodukten gehören in erster Linie Antimon und Wolfram, wobei letzteres aufgrund gefallener Rohstoffpreise inzwischen von untergeordneter Bedeutung ist; außerdem in geringerem Maße Gold, Zink und Zinn.